# Lega giordana professionistica 2007-2008
La Jordan League 2007-2008 è stata la 58ª edizione della massima serie del campionato giordano di calcio. È stata disputata dal 30 agosto 2007 all'11 aprile 2008, e ha visto la vittoria dell'Al-Wehdat Sports Club, al suo decimo titolo.

## Classifica finale
| Pos. | Squadra           | Pt | G  | V  | N  | P  | GF | GS | DR  |
| ---- | ----------------- | -- | -- | -- | -- | -- | -- | -- | --- |
| 1    | Al-Wehdat         | 47 | 18 | 15 | 2  | 1  | 47 | 12 | +35 |
| 2    | Al-Faisaly        | 42 | 18 | 13 | 3  | 2  | 40 | 16 | +24 |
| 3    | Shabab Al-Ordon   | 29 | 18 | 7  | 8  | 3  | 27 | 15 | +12 |
| 4    | Al-Hussein        | 29 | 18 | 8  | 5  | 5  | 25 | 25 | 0   |
| 5    | Al-Baqa'a         | 25 | 18 | 6  | 7  | 5  | 28 | 23 | +5  |
| 6    | Al-Arabi Irbid    | 18 | 18 | 4  | 6  | 8  | 23 | 41 | -18 |
| 7    | Al-Jazira         | 16 | 18 | 2  | 10 | 6  | 25 | 27 | -2  |
| 8    | Shabab Al-Hussein | 16 | 18 | 4  | 4  | 10 | 21 | 36 | -15 |
| 9    | Al-Ramtha         | 12 | 18 | 2  | 6  | 10 | 18 | 34 | -16 |
| 10   | Al-Ahli           | 8  | 18 | 1  | 5  | 12 | 13 | 38 | -25 |

Legenda:

      Campione di Giordania e ammessa alla Coppa dell'AFC 2009
      Ammessa alla Coppa dell'AFC 2009
      Retrocesse in seconda divisione
Note:

Tre punti a vittoria, uno a pareggio, zero a sconfitta.